# Ngangam (Sprache)
Ngangam (auch: Dye, Gangam, Gangum, Ngangan, Nbangam, Migangam, Mijiem) ist die Sprache des Volkes der Gangam.
Diese leben vorwiegend in Togo und Benin. Ngangam gehört zu den Gur-Sprachen.
Die Anzahl der Sprecher wird auf ca. 66.000 (SIL 2002) Menschen geschätzt. In Togo leben ca. 46.000 (SIL 2002) Sprecher, in Benin ca. 20.000 (SIL 2002). Bekannte Dialekte in Togo sind Motiem (Mogou), Koumongou. Es bestehen sprachliche Ähnlichkeiten mit Konkomba, Ntcham, Moba und Gurma. Im Benin sind die Dialekte Dye und Gamgan bekannt.
In Togo leben die Ngangam-Sprecher in der Region Savanes in der Präfektur Oti in der Nähe von Gando-Namoni, Mogou, Koumongou und Kountouri.